# 圣马蒂兰
圣马蒂兰（法語：Saint-Mathurin，法語發音：[sɛ̃ matyʁɛ̃]）是法国卢瓦尔河地区大区旺代省的一个市镇，属于莱萨布勒多洛讷区。

## 地理
圣马蒂兰（46°33'54"N, 1°42'53"W）面积23.51 平方千米，位于法国卢瓦尔河地区大区旺代省，该省份为法国西部沿海省份，北起大西洋卢瓦尔省和曼恩-卢瓦尔省，西临大西洋，南至滨海夏朗德省，东部及东南部与德塞夫勒省接壤。
与圣马蒂兰接壤的市镇（或旧市镇、城区）包括：格罗布勒伊、利勒多洛讷、圣富瓦、韦雷、莱萨布勒多洛讷、莱萨沙尔。

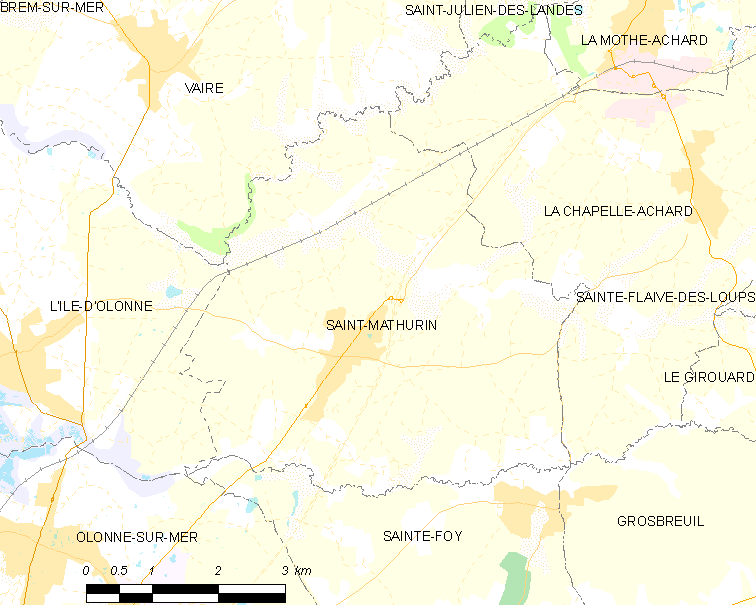
圣马蒂兰的OSM定位图

圣马蒂兰的时区为UTC+01:00、UTC+02:00（夏令时）。

## 行政
圣马蒂兰的邮政编码为85150，INSEE市镇编码为85250。

## 政治
圣马蒂兰所属的省级选区为塔尔蒙-圣伊莱尔县。

## 人口

1962-2008年间圣马蒂兰人口变化图示

圣马蒂兰于2022年1月1日时的人口数量为2443人。